# Policía Nacional de Ucrania
La Policía Nacional de Ucrania es una de las fuerzas de seguridad de Ucrania. Sirve a la sociedad asegurando la protección de los derechos humanos y las libertades, combatiendo el crimen, manteniendo el orden y la seguridad pública. Las actividades de la Policía Nacional están dirigidas y coordinadas por el Consejo de Ministros de Ucrania a través del Ministro del Interior. Dentro de los límites de su competencia, el Presidente de Ucrania dirigirá las actividades de la policía directamente o a través del Ministro del Interior, los jefes de los órganos territoriales del Ministerio del Interior y los jefes de los departamentos de policía.
Según encuestas, en 2017 y 2018 el nivel de confianza pública en la policía fue del 30-45%.

## Jefes de la Policía Nacional de Ucrania

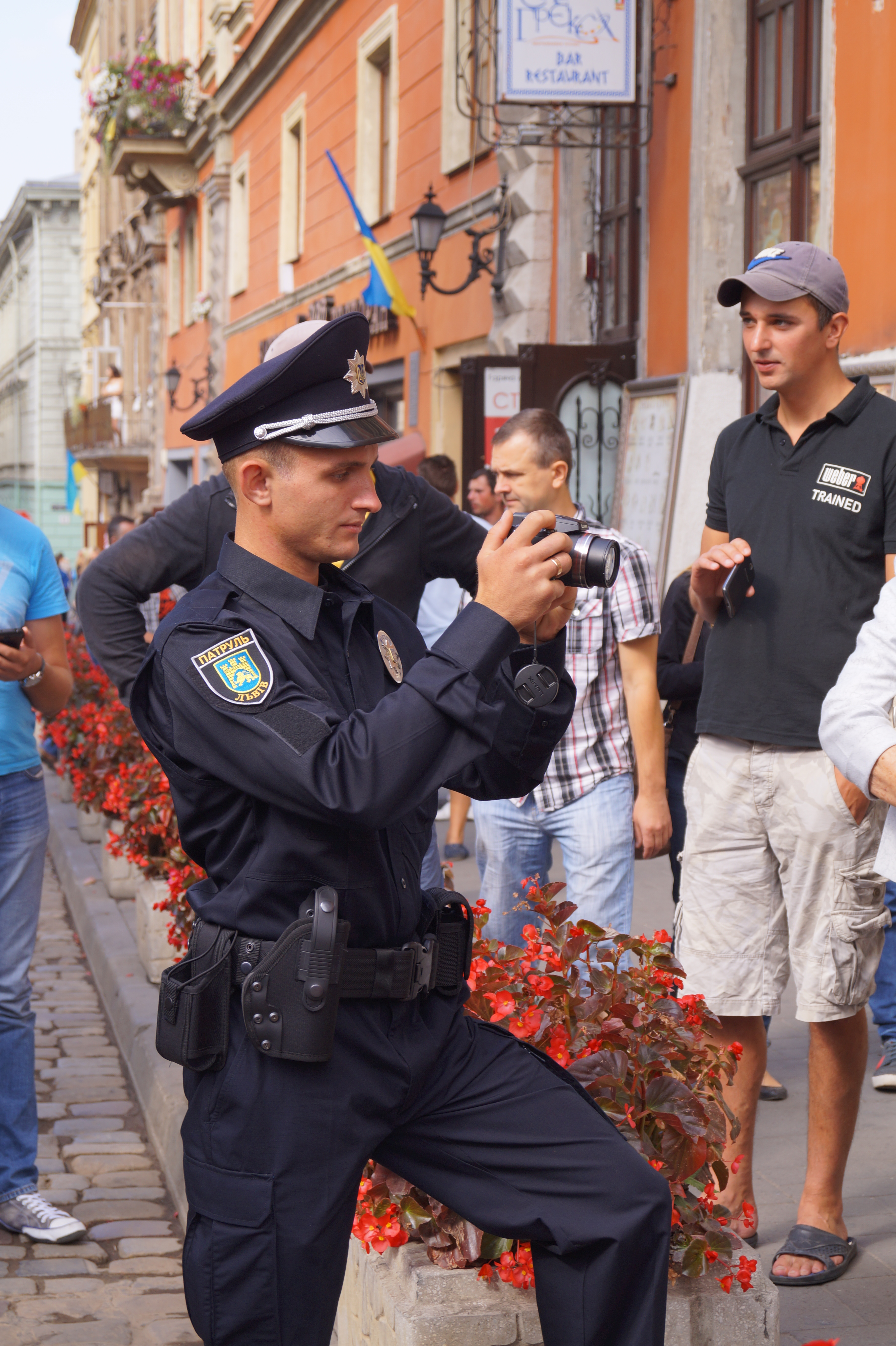
uniforme de policía

- Khatia Dekanoidze (2015-2016)
- Vadim troyano (2016-2017)
- Serguéi Kniazev (2017-2019)
- Ihor Klimenko (2019-2023)
- Ivan Vyhivskii[4] (2023-como)